# The Hitmakers
The Hitmakers var en dansk rockgruppe, der blev dannet i 1960, dengang rockmusik blev kaldt pigtrådsmusik, og The Hitmakers blev da også kaldet et pigtrådsorkester. Orkesteret var meget populært og godt sammenspillet.[kilde mangler]
Gruppen blev dannet af Jørgen Wulff Krabbenhøft og Benny Qvotrup i København. Flere andre musikere medvirkede men der var også en del udskiftning. I 1967 skiftede gruppen navn til The Floor, men i sommeren 1968 blev den helt opløst.

## Historie

### 1960 – gruppen dannes
Hitmakers' første optræden var på Garderhusarkasernen i Næstved. Herefter spillede de i ungdomsklubberne rundt omkring i København. De spillede i starten Cliff Richard og Shadows-inspireret musik, men ændrede stil, som et af de første danske orkestre til de nye Liverpool-strømninger. 

### 1963 – udskiftning af trommeslager og bassist
Pladedebuten var i sommeren 1963 med Beatles-kompositionen I Saw Her Standing There. I 1963 til 1964 turnerede de meget i Finland med stor succes, og udsendte her blandt andet Let's go, som aldrig blev udsendt i Danmark. De var opvarmningsband for The Beatles i KB Hallen, den 4. juni 1964. The Hitmakers gik på umiddelbart før The Beatles og blev klappet ind til et ekstranummer, de valgte hertil Little Richards "Long tall Sally", uvidende om at The Beatles netop havde indspillet den, og de havde planlagt at spille den. På grund af Hitmakers' succes med nummeret sprang The Beatles den over ved første koncert, men gav så nummeret ved den anden koncert, efter at have aftalt med The Hitmakers at de ikke spillede den.
På trods af adskillige job, blandt andet som husorkester i Jomfruburet i København, måtte The Hitmakers dog vente med et egentligt dansk gennembrud til de udsendte "Stop the Music" i december 1965, nummeret lanceredes i monopolfjernsynets program Klar i Studiet. I 1966 havde de stor succes med parodinummeret "Træd an ved makronerne". Gruppen var i november 1966 på kort turne i England, hvor de indspillede en single med numrene "So much in love" og "Love me baby". 

### 1967 – Gruppen udvides og skifter navn til The Floor
Trods to singler og den meget ambitiøse 1st Floor-LP, som havde været en af de dyreste danske rockproduktioner indtil da, så lykkedes det ikke gruppen at holde på deres succes. Steen Bergstrøm forlod The Floor i slutningen af 1967, og numrene "In every hand" og "Damned little fool" indspilledes som kvartet til en single. Floor opløstes i sommeren 1968.

## Medlemmer
Besætning i 1961:
- Jørgen Wulff Krabbenhøft, sang og rytmeguitar
- Benny Qvotrup, trommer
- Steen Bergstrøm, guitar
- Erik Grønfeldt Hansen, bas

Besætningen ændredes i 1963 Benny Qvotrup og Erik Grønfeldt Hansen erstattedes af:
- Torben Orls Weinholt Sardorf, trommer
- Bjarne Hørup Hørman de la Motte, bas – kom fra The Cliffters

Besætningen ændredes igen i efteråret 1967, da lagde Hitmakers stilen om til flowerpower-inspireret pop, og gruppen ændrede navn til The Floor. Gruppen udvidedes med:
- Mogens »Django« Petersen, guitar – tidligere medlem af The Cliffters

## Diskografi
- 1965 The Hitmakers
- 1967 1st Floor (som The Floor)